# Сухов, Михаил Викторович
Михаил Викторович Сухов (4 июня 1984) — российский футболист, защитник, полузащитник.

## Биография
В 2000—2006 годах был в составе самарских «Крыльев Советов». В 2000 году провёл шесть матчей за вторую команду во втором дивизионе, в 2001—2006 годах сыграл 128 матчей, забил 4 гола за дубль. В 2006—2007 годах играл в чемпионате Казахстана за «Шахтёр» Караганда (6 игр) и ФК «Астана» (4 игры). В 2008 году в первой лиге Казахстана играл за «Спартак» Семей, после чего завершил профессиональную карьеру.
На юношеском чемпионате Европы (до 16 лет) 2001 года в Англии провёл все 4 матча.